# Держко Ігор Зеновійович
Ігор Зеновійович Держко (28 листопада 1958, Стрий, Львівська область — 31 грудня 2024, Львів, Львівська область) — український політик, учений, громадський діяч. Доктор філософських наук (2011), професор (2015), завідувач кафедри філософії та економіки Львівського національного медичного університету (від 2001). У 1997—2010 роках був заступником голови Львівської обласної державної адміністрації і заступником голови Львівської обласної ради.

## Життєпис
Закінчив медичний факультет Львівського медичного інституту (1983).
Асистент кафедри психіатрії, психології та сексології (1999—2001); завідувач кафедри філософії та економіки (від 2001) Львівського медичного університету, за сумісництвом заступник голови Львівської обласної державної адміністрації (1997—2002), перший заступник голови Львівської обласної ради (від 2002). Був членом Народного Руху України (з 1989 р. до лютого 2005), заступником голови та членом проводу ЛОК НРУ. Протягом 22 жовтня 1999 — 17 червня 2005 року працював головою Відділення Національного олімпійського комітету України у Львівській області
Напрями наукових досліджень: проблеми філософської антропології; історичні аспекти і сучасний стан формування громадянського суспільства в Україні; історія філософської думки в Україні, теорія свідомості, філософські аспекти проблеми свободи; теорія особи.
Автор близько 30 наукових і навчально-методичних праць. Тема кандидатської дисертації: «Проблема громадянського суспільства в українській філософській традиції».

## Державні нагороди
- Хрест Івана Мазепи (23 лютого 2010) — за вагомий особистий внесок у відродження історичної спадщини українського народу, багаторічну плідну професійну діяльність[2][3]